# اللغة الفرنسية في عمان
بعض المدارس الثانوية الحكومية تدرس اللغة الفرنسية في سلطنة عمان. كذلك فالمدرسة الفرنسية في مسقط تدرّس باللغة الفرنسية. وتخصص السفارة الفرنسية في عمان سنويا محاضرا للغة الفرنسية لجامعة السلطان قابوس يدرّس ثلاثة مقررات اختيارية لزهاء 100 طالب ينتظمون في كليات مختلفة في الجامعة. ويوجد في جامعة نزوى شهادتي «دبلوم في اللغات الأجنبية (اللغة الفرنسية والترجمة)» و«بكالوريوس في اللغات الأجنبية (اللغة الفرنسية والترجمة)».